# Alfredo Maria Obviar y Aranda
Alfredo Maria Obviar y Aranda (Lipa, 29 agosto 1889 – Tayabas, 1º ottobre 1978) è stato un vescovo cattolico filippino. Papa Francesco gli ha riconosciuto il titolo di venerabile.

## Biografia
La madre morì due settimane dopo averlo partorito: fu allevato da sua zia Marta Aranda e nel 1906 entrò nel seminario di San Francesco Saverio a Manila, diretto dai gesuiti. Costretto ad abbandonare il seminario per motivi di salute, nel 1914 entrò in quello di San Tommaso, tenuto dai domenicani. Fu ordinato prete nel 1919 ed esercitò il suo ministero a Lipa e Malvar.
Nel 1944 fu eletto vescovo ausiliare di Lipa e nel 1950 fu nominato amministratore apostolico della diocesi di Lucena, appena eretta: nel 1969 ne divenne il primo vescovo residenziale.
Fondò la congregazione delle Missionarie catechiste di Santa Teresa del Bambino Gesù nel 1958.

## Causa di beatificazione e canonizzazione
Un'inchiesta preliminare per la causa di beatificazione di Alfredo Maria Obviar y Aranda si è aperta nel 2004 nella diocesi di Lucena. L'inchiesta diocesana si è conclusa nel 2007 ed è stata trasmessa alla Santa Sede per essere studiata dalla Congregazione delle cause dei santi.
Il 7 novembre 2018 papa Francesco ha riconosciuto le virtù eroiche di Alfredo Maria Obviar y Aranda, attribuendogli così il titolo di venerabile.

## Genealogia episcopale
La genealogia episcopale è:
- Cardinale Scipione Rebiba
- Cardinale Giulio Antonio Santori
- Cardinale Girolamo Bernerio, O.P.
- Arcivescovo Galeazzo Sanvitale
- Cardinale Ludovico Ludovisi
- Cardinale Luigi Caetani
- Cardinale Ulderico Carpegna
- Cardinale Paluzzo Paluzzi Altieri degli Albertoni
- Papa Benedetto XIII
- Papa Benedetto XIV
- Cardinale Enrico Enriquez
- Arcivescovo Manuel Quintano Bonifaz
- Cardinale Buenaventura Córdoba Espinosa de la Cerda
- Cardinale Giuseppe Maria Doria Pamphilj
- Papa Pio VIII
- Papa Pio IX
- Cardinale Gustav Adolf von Hohenlohe-Schillingsfürst
- Arcivescovo Salvatore Magnasco
- Cardinale Gaetano Alimonda
- Cardinale Giovanni Cagliero, S.D.B.
- Arcivescovo Guglielmo Piani, S.D.B.
- Vescovo Alfredo Maria Obviar y Aranda